# Gdańsk Nowe Szkoty
Gdańsk Nowe Szkoty – przystanek Szybkiej Kolei Miejskiej (funkcjonujący od 1951 roku) leżący wzdłuż granic gdańskich dzielnic Młyniska i Wrzeszcz (zawieszony od 25 czerwca 2005), tuż obok czynnego przystanku Gdańsk Politechnika.

## Historia

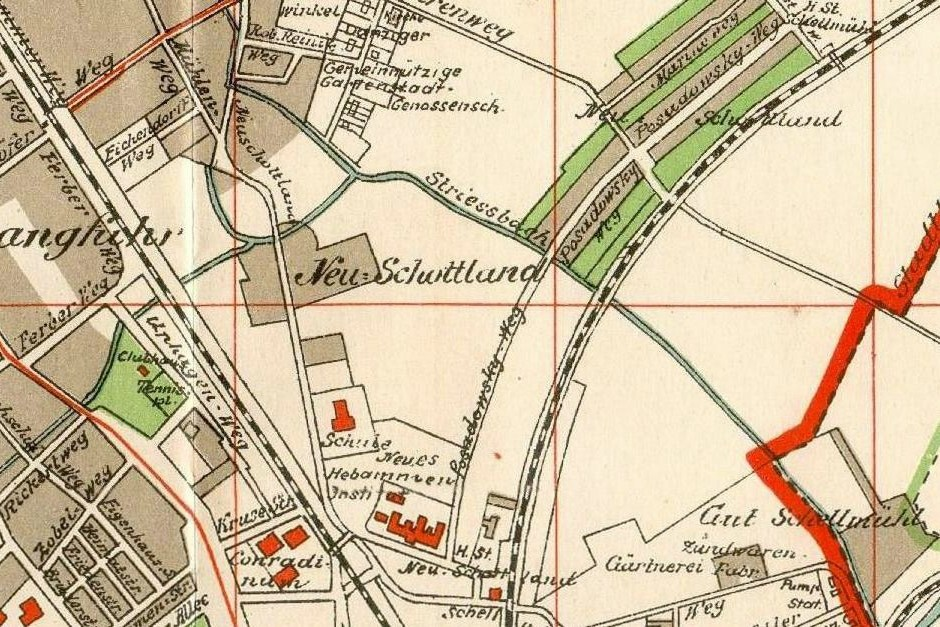
Nowe Szkoty i przystanek kolejowy Gdańsk Nowe Szkoty na planie z 1912

Linia kolejowa nr 249 została zbudowana w 1867. Rozkładowe pociągi elektryczne zostały uruchomione na tej linii 4 marca 1951.
Przystanek dysponuje jednym niezadaszonym peronem (odjazdy pociągów SKM odbywały się z jednego toru, w zależności od kierunku kursu). Obecny przystanek, w związku z budową "Węzła Kliniczna" (połowa lat 70. XX wieku), został przesunięty z ulicy Jana Kochanowskiego ok. 150 m w kierunku południowo-wschodnim. Skutkiem przesunięcia przystanku powstał zintegrowany węzeł przesiadkowy (połączony tunelami), wespół z leżącym w bezpośrednim sąsiedztwie przystankiem Gdańsk Politechnika i pętlą tramwajową przy "Zielonym Trójkącie". Przystanek obsługiwał część Wrzeszcza położoną w ciągu ulic Jana Kochanowskiego i Klinicznej (Szpital Kliniczny Instytutu Położnictwa), osiedle Zielony Trójkąt przy ulicy Marynarki Polskiej jak również tereny przemysłowo-stoczniowe w części Młynisk – w Składach (Stocznia Północna) i stadion ówczesnego drugoligowca Stoczniowca Gdańsk.
W związku z przyznaniem Polsce i Ukrainie prawa do organizacji Euro 2012, którego mecze odbywały się m.in. w Letnicy, przywrócono pociągi SKM na tej linii. Nie zatrzymują się jednak na przystanku Gdańsk Nowe Szkoty ani żadnym innym po drodze do nowo wybudowanego Gdańsk Stadion Expo. Funkcjonują tylko w dniach imprez masowych na Stadionie w Gdańsku lub w nowej siedzibie MTG.
Planowana jest odbudowa przystanku.
Przystanek ten jest widoczny z przystanku Gdańsk Politechnika na linii Gdańsk – Rumia.